# Burgschleinitz-Kühnring
Burgschleinitz-Kühnring là một thị trấn ở huyện Horn trong bang Niederösterreich, ở nước Áo. Đô thị này có diện tích 14,84 km², dân số năm 2001 là 1419 người.